# 로이크 피에트리
로이크 피에트리(프랑스어: Loïc Pietri, 1990년 8월 27일~)는 프랑스의 유도 선수이다. 2012년 하계 올림픽에 프랑스 국가대표로 참가했으며 세계 선수권 대회에서 금메달 1개, 은메달 1개, 동메달 2개, 유럽 선수권 대회에서 은메달 1개, 동메달 1개를 획득했다.